# عدی الهنداوی
عدی الهنداوی (عربی: عدي الهنداوي؛ زادهٔ ۲۸ ژوئیهٔ ۱۹۹۱) بوکسور اهل اردن است.